# 鮑里西夫 (舍佩蒂夫卡區)
鲍里西夫（羅馬化：Borysiv）是烏克蘭的村落，位於該國西部赫梅利尼茨基州，由舍佩蒂夫卡區負責管轄，始建於1520年，面積5.797平方公里，海拔高度285米，2001年人口1,491。